# پیکلز
پیکلز (انگلیسی: Pickles) (تولد ۱۹۶۲ یا ۱۹۶۳ — مرگ ۱۹۶۷) یک سگ سیاه و سفید بود که برای پیدا کردن جام ژول ریمه (که به تیم قهرمان جام جهانی فوتبال اهدا می‌شد) شناخته می‌شود. این جام تنها چهار روز پیش از تاریخی که قرار بود جام جهانی فوتبال ۱۹۶۶ در انگلستان آغاز بشود پیدا شد.